# Kielijärvi (sjö, lat 66,12, long 26,72)
Kielijärvi är en sjö i Finland. Den ligger i kommunen Ranua i landskapet Lappland, i den norra delen av landet, 700 km norr om huvudstaden Helsingfors. Kielijärvi ligger 201,3 meter över havet. Arean är 16,6 hektar och strandlinjen är 2,54 kilometer lång. Sjön  ingår i Simo älvs huvudavrinningsområde. 